# HNK Rovišće
HNK Rovišće je hrvatski nogometni klub iz Rovišća.
Klub se trenutno natječe u 1. županijskoj nogometnoj ligi Bjelovarsko-bilogorske županije.